# Alemaya
Alemaya – miasto w Etiopii, w regionie Oromia. Według danych szacunkowych na rok 2015 liczy 45 200 mieszkańców.